# Nukuoro

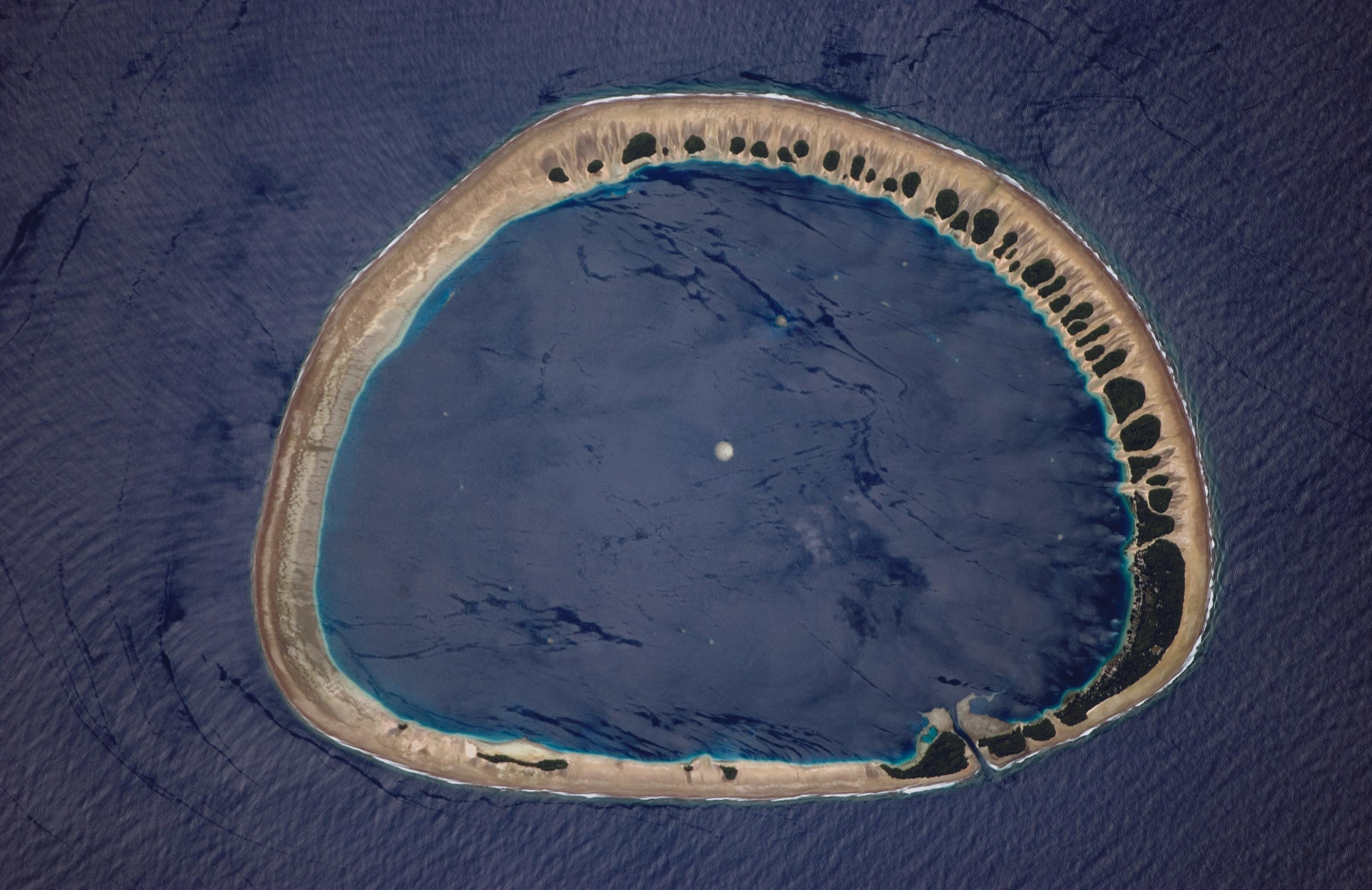
Bovenaanzicht van Nukuoro met de lagune.

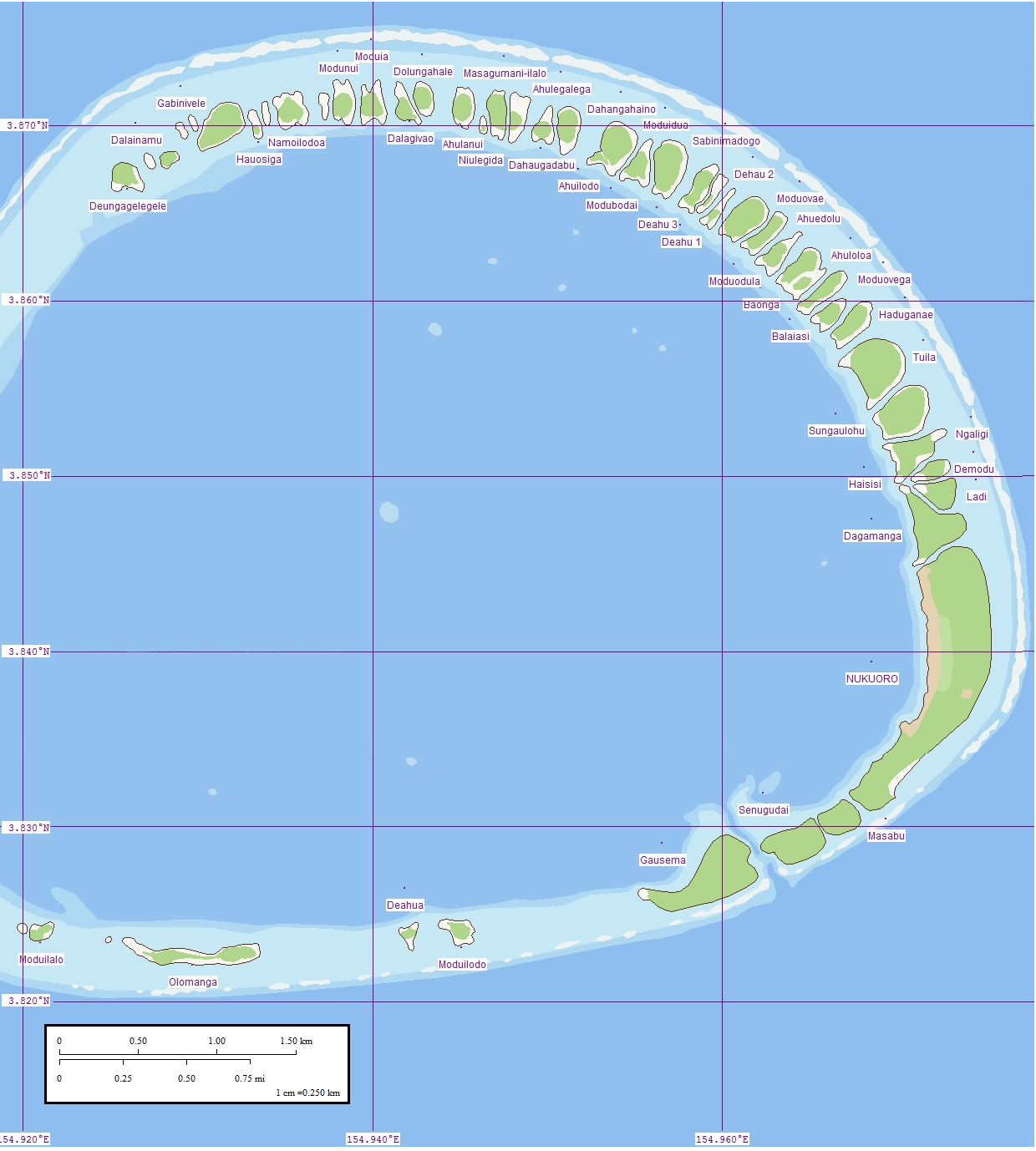

Nukuoro is een atol en gemeente in Pohnpei in Micronesia. Het is na Kapingamarangi het meest zuidelijke eiland van de deelstaat Pohnpei.

## Demografie
Op Nukuoro wonen 372 mensen (census 2007) en de totale oppervlakte van het atol is 40 km², met de lagune meegerekend. Zonder lagune is de oppervlakte 1.7 km². De inwoners van Nukuoro spreken de taal die dezelfde naam draagt als het eiland, het Nukuoro, welke sterk lijkt op het Kapingamarangi.

## Bereikbaarheid
Nukuoro is redelijk slecht te bereiken, want er is geen landingsbaan voor vliegtuigen. Er is wel een steiger waar een boot zou kunnen aanleggen, maar er gaat maar eens in de paar maanden een boot naar Pohnpei en terug.

## Trivia
- Nukuoro werd ontdekt in de 18e eeuw door zes scheepsmannen uit Tokelau.

Kapingamarangi · Kitti · Kolonia · Madolenihmw · Mokil · Nett · Ngatik · Nukuoro · Oroluk · Pingelap · Sokehs · U · Sapwalap
- Gemeinsame Normdatei: 4745902-5
- Virtual International Authority File: 244305498